# Synoicum salivum
Synoicum salivum är en sjöpungsart som beskrevs av Monniot och Gaill 1978. Synoicum salivum ingår i släktet Synoicum och familjen klumpsjöpungar. Inga underarter finns listade i Catalogue of Life.